# Gebr. Eickhoff Maschinenfabrik und Eisengießerei
Die Gebr. Eickhoff Maschinenfabrik und Eisengießerei GmbH ist ein Unternehmen in Bochum im Bereich des Maschinenbaus. Es gehört zur Eickhoff-Gruppe. Das Unternehmen wurde 1864 von Johann Henrich Carl Eickhoff (* 2. Februar 1808; † 11. September 1864) als Gießerei gegründet. Das Unternehmen betätigt sich seit diesem Zeitpunkt als Zulieferer für den Bergbau auf Steinkohle, Erz und Salz im Ruhrgebiet und weltweit in anderen Bergbaugebieten. Als zweites Standbein nutzt das Unternehmen die im Bergbau gewonnenen technischen Erfahrungen für die Ausweitung des Geschäftes in andere Branchen, so zum Beispiel für den Bau von Getrieben für Windkraftanlagen.

## Geschichte
1871 übernahmen die beiden Söhne des Firmengründers Carl (* 5. April 1845; † 29. April 1908) und Robert (* 19. Juni 1849; † 8. August 1904) die Geschäftsführung von ihrer Mutter Elisabeth (* 28. November 1808; † 11. Juli 1888), die seit dem Tode des Vaters das Unternehmen leitete. Seit diesem Zeitpunkt trägt das Unternehmen den noch heute gültigen Namen. Robert Eickhoff war für den technischen Bereich der Geschäftsführung zuständig, Carl Eickhoff für den kaufmännischen Anteil.
Der erste Standort des Unternehmens befand sich an der Landstraße nach Essen in direkter Nachbarschaft zum Bochumer Verein. Ein Indiz für das Wachstum des Betriebes ist die Gründung einer eigenen Betriebskrankenkasse im Jahre 1885. Produziert wurden in diesem Zeitraum Weichen und anderes Gleismaterial für die neu aufkommenden Straßenbahnen im Ruhrgebiet. Hinzu kam die Lieferung von Maschinenteilen an den Bochumer Verein und an Krupp.
Nach dem Tod von Carl Eickhoff übernahm sein Sohn Alfred sen. (* 12. März 1884; † 27. Januar 1949) das Unternehmen. Zu diesem Zeitpunkt waren bereits 346 Mitarbeiter zu verzeichnen, das Unternehmen expandierte in andere Bergbaugebiete und gründete Filialen unter anderem in Belgien und England. Ab 1949 war Alfred jun. (* 2. September 1910; † 28. Mai 1981) für die Führung des Unternehmens verantwortlich, zeitgleich fiel die Umwandlung der Firma in eine GmbH.
1907 wurden bei Eickhoff die ersten Schüttelrutschen hergestellt, deren wesentliche Bestandteile durch ein Patent von Robert Eickhoff geschützt waren. 1914 begann das Unternehmen mit der Produktion der Schrämmaschinen, mit der die Mechanisierung des Steinkohlebergbaus begann. Beschleunigt wurde diese Entwicklung durch den Verlauf des Ersten Weltkrieges, als qualifizierte Bergleute fehlten und durch Maschinen ersetzt werden mussten. Ab 1929 wurden auch Gurtförderer für den Einsatz über und unter Tage ins Produktionsprogramm aufgenommen.
1939 erfolgte der Umzug der Fabrik in die heutige Produktionsstätte in Wiemelhausen etwa 2 km südlich der Bochumer Innenstadt. Der Neubau war bereits 1921 begonnen worden. Am Ende des Zweiten Weltkrieges war auch die Fabrik durch Luftangriffe schwer beschädigt. Sie wurde in den Folgejahren neu aufgebaut und stetig erweitert. 1964 waren 1630 Mitarbeiter im Werk beschäftigt. Gleichzeitig wurde der Standort zu einer leistungsfähigen Gießerei für Gusseisen und Stahlguss ausgebaut, das Gewicht der Gussstücke kann bis zu sechs Tonnen betragen. Die Gießerei liefert heute Spezialitäten in hochwertigen Legierungen, angefangen von Grauguss (GG), Sphäroguss (GGG) und Gussstahl (GS) bis hin zu verschleißfesten Werkstoffen wie NiHard IV, die in der Panzerung von reibungsbehafteten Baugruppen benötigt werden.
Gleichzeitig wurde die mechanische Werkstatt aufgebaut, in der die zuvor gegossenen Werkstücke spanend bearbeitet werden. Die mechanische Fertigung wurde seit den 1980er Jahren stetig modernisiert mit CNC-Maschinen, Werkzeug- und Messtechnik. Die gesamte Ablauffolge von Design, Konstruktion, Fertigung und Qualitätssicherung erfolgt mittels CAD/CAM und CIM. Schon zur Mitte der 1980er Jahre wurden erfolgreiche Versuche betrieben, die Auslegung von Getriebestufen zu rechnen, die Detailkonstruktion der Getriebewelle parametriert zu machen, und – entsprechend einem Standard-Arbeitsplan – einen aufgespannten Wellenrohling im unmittelbaren Anschluss danach auf der CNC-Drehmaschine zu bearbeiten, eine Ablauffolge binnen weniger als einer halben Stunde – für Tätigkeiten, die im klassischen Maschinenbau sonst Wochen erfordern. Infolge spezieller Anforderungen der Bergbautechnik (Kompaktheit, Leistungsdichte, Explosionsschutz) ist Eickhoff eigener Hersteller hoch komplexer Hydraulik-Steuerungsbausteine sowie von Maschinen-integrierter Rechner- und Steuerungselektronik. Unter anderem fertigt Eickhoff Leiterplatinen aus Eigenkonstruktion und verfügt über eine SMD-Bestückung sowie Tauchbadlötung. Durch diesen hohen Grad an Fertigungsintegration sind Fertigungstiefe und der Wertschöpfungsanteil der Fertigung in der Eickhoff-Fabrik vergleichsweise hoch. Als Ende der 1980er Jahre der Bergbau in Europa strukturbedingt abnahm, reduzierte Eickhoff die Mitarbeiterzahl von 2.000 auf 600.
Heute gehört die Fabrik zu den führenden Herstellern von Bergbaumaschinen. Sie trug 2009 zu dem Gesamtumsatz der Eickhoff-Gruppe von 360 Mio. Euro bei und beschäftigte 2010 weltweit ca. 1.600 Mitarbeiter. Zur Gruppe gehört die Fertigungsstätte in Gelsenkirchen (Schalker Eisenhütte). Der Produktionsstandort für Getriebe von Windkraftanlagen mit 160 Mitarbeitern in Klipphausen könnte nach Auslaufen der Produktion Ende 2023 schließen, sofern sich dafür kein Investor findet.

## Bergwerksmaschinen

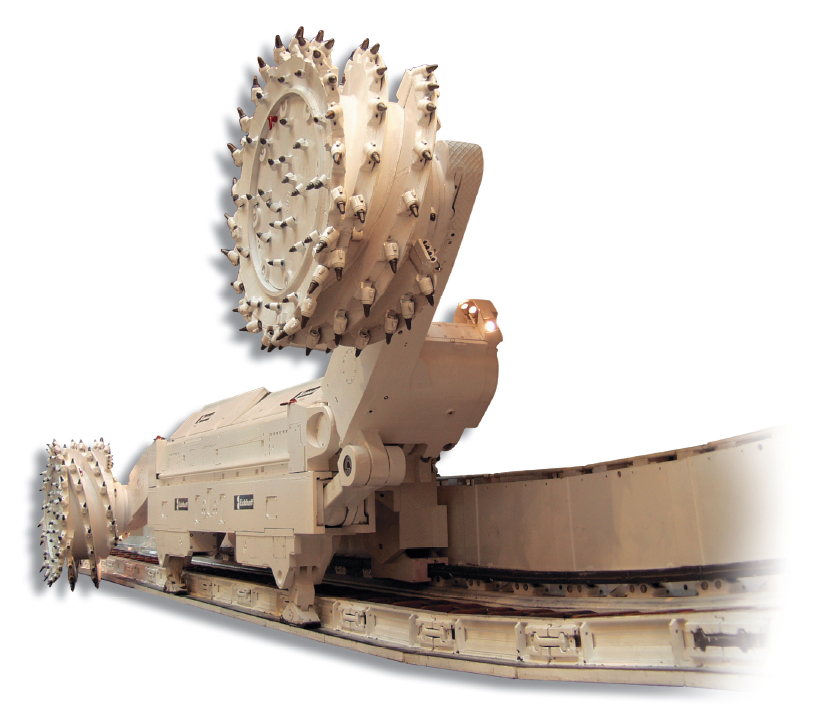
Walzenschrämlader der neueren Generation

Das Produktionsprogramm der Firma bedient den Bergbau mit Abbaumaschinen für Erz, Salz und Steinkohle. Diese Maschinen gliedern sich im Wesentlichen in zwei Produktgruppen:
1. Die Teilschnittmaschinen, die auf einer Art Bagger-Raupenfahrgestell am heb- und schwenkbaren Arm-Ende einen halbkugelförmigen Fräskopf bewegen. Mit ihm werden unter Tage Tunnel-Abschnitte freigeschnitten und so die zwei Endtunnels im Gegenortverfahren vorangetrieben, zwischen denen das andere Hauptprodukt von Eickhoff die Kohle abbaut:
2. Walzenschrämlader. Diese sind im Wesentlichen kastenförmige, schmale, lange Getriebe mit einem elektrischen Antrieb, an deren beiden Enden Tragarme sich heben und senken lassen, und an deren oberem Ende zylindrische Fräsköpfe die Kohle aus dem Flöz fräsen. Der Walzenlader fährt im Streb zwischen zwei teilgeschnittenen Tunnels hin und her, elektrisch angetrieben von einer Winde, die auf eine Triebstockverzahnung wirkt. Unter dem Walzenlader wird das geschnittene Kohle-Gestein-Gemisch mit Kettenförderern zur Strecke verbracht. Die „Fahrbahn“ wird um den Arbeitsweg des Walzenladers herum U-förmig von hydraulisch gesteuerten Ausbauschilden geschützt, die die Last des drückenden Deckgebirges tragen: ein Produkt u. a. benachbarter Firmen aus dem Ruhrgebiet (Westfalia in Lünen). Hinter dem geschnittenen Abschnitt lässt man nach dem Umsetzen der Maschinerie nach vorne in der Regel den Streb dahinter einbrechen (Bruchversatz), oder aber verbringt taubes Gestein, das über Tage aussortiert wurde, in die freigeschnitteten Areale (Blasversatz oder Schleuderversatz). Die elektrische Leistung der Walzenlader kann bis zu 1.700 kW betragen. 2017 lieferte Eickhoff einen 17 Meter langen und 100 Tonnen schweren Walzenlader für die Zeche Prosper in Bottrop, die letzte Eickhoff-Großmaschine vor dem Ende des Steinkohlenbergbaus in Deutschland.[9]

Die Werkzeuge der Maschinen des Unternehmens kommen teils aus der Ruhrgebiets-Produktion. Unter anderem werden gelötete Hartmetall-Meißel der Firma Widia aus Essen an den Fräsköpfen der Schrämmaschinen eingesetzt.
Sämtliche Maschinen des Bergbaus unterliegen den Beschränkungen der Abmessungen des Schachtes, durch den die Komponenten nach unter Tage zu fördern sind. Daher sind die Maschinen des Unternehmens modular aufgebaut: kompakte Gehäuse, die am Einsatzort unter Tage miteinander zu größeren Baugruppen verbunden werden. Von ihnen wird auf engstem Raum eine hohe Leistungsdichte abverlangt. Zudem müssen extreme Anforderungen des Explosionsschutzes des Bergbaus konstruktiv berücksichtigt werden, sowie die oftmals hohen Temperaturen, die unter Tage herrschen, mitsamt der zusätzlichen Wärmeentwicklung aus dem maschinellen Abbaubetrieb.

## Weitere Unternehmenstätigkeiten
Aufgrund der jahrzehntelang schwankenden Auftragslage wurde zeitweise an anderen Produkten gearbeitet, um die Abhängigkeit des Unternehmens vom Bergbau zu mindern:
- In den 1970er Jahren wurden Verpackungsmaschinen für Schweißelektroden gebaut.
- Anfang 1975 wurde zusammen mit der Kleinewefers-Gruppe die Eickhoff-Kleinewefers Kunststofftechnik gegründet, die 1978 in EKK Kleinewefers umbenannt und 1981 mit der Firma Battenfeld in die Battenfeld EKK Extrusionstechnik GmbH überführt wurde. Ende 1989 wurde das Unternehmen dann komplett mit Battenfeld verschmolzen.[10]
- Ende 1981 wurde zusammen mit Atlas Copco die spätere Atlas Copco – Eickhoff Roadheading Technic gegründet. Diese 1991 in AC-Eickhoff GmbH umbenannte Firma entwickelte und vertrieb Teilschnittmaschinen für den Tunnelbau und Streckenvortrieb – aber explizit nicht für den Kohle- oder Erz-Abbau. Ende 1998 wurde das Unternehmen wieder mit dem Mutterhaus Eickhoff verschmolzen.[11]
- Die Schalker Eisenhütte, ein Spezialist für Kokshandlingmaschinen, gehört seit 2001 zur Eickhoff-Gruppe.[12]

Eickhoff betreibt eine eigenständige Steuerungs- und Elektronikentwicklung einschließlich einer Fertigung von Leiterplatten und deren Bestückung. Eickhoff hat sich auf dem Sektor Getriebebau etabliert, insbesondere für Großgetriebe. Dies zeigt sich beispielsweise auf dem Marktsegment von Getrieben für Windkraftanlagen neben Lüftergetrieben im Kühlturmbau.
Seit März 2014 wird die Firma auch in der Route der Industriekultur, Themenroute Bochum aufgelistet.
Seit 1995 ist die Firma Eickhoff enger Förderer des Projekts Theater Total und stellt diesem Jugend-Tournee-Theater Proben-, Arbeits- und Verwaltungsräume zur Verfügung.

## Denkmalschutz

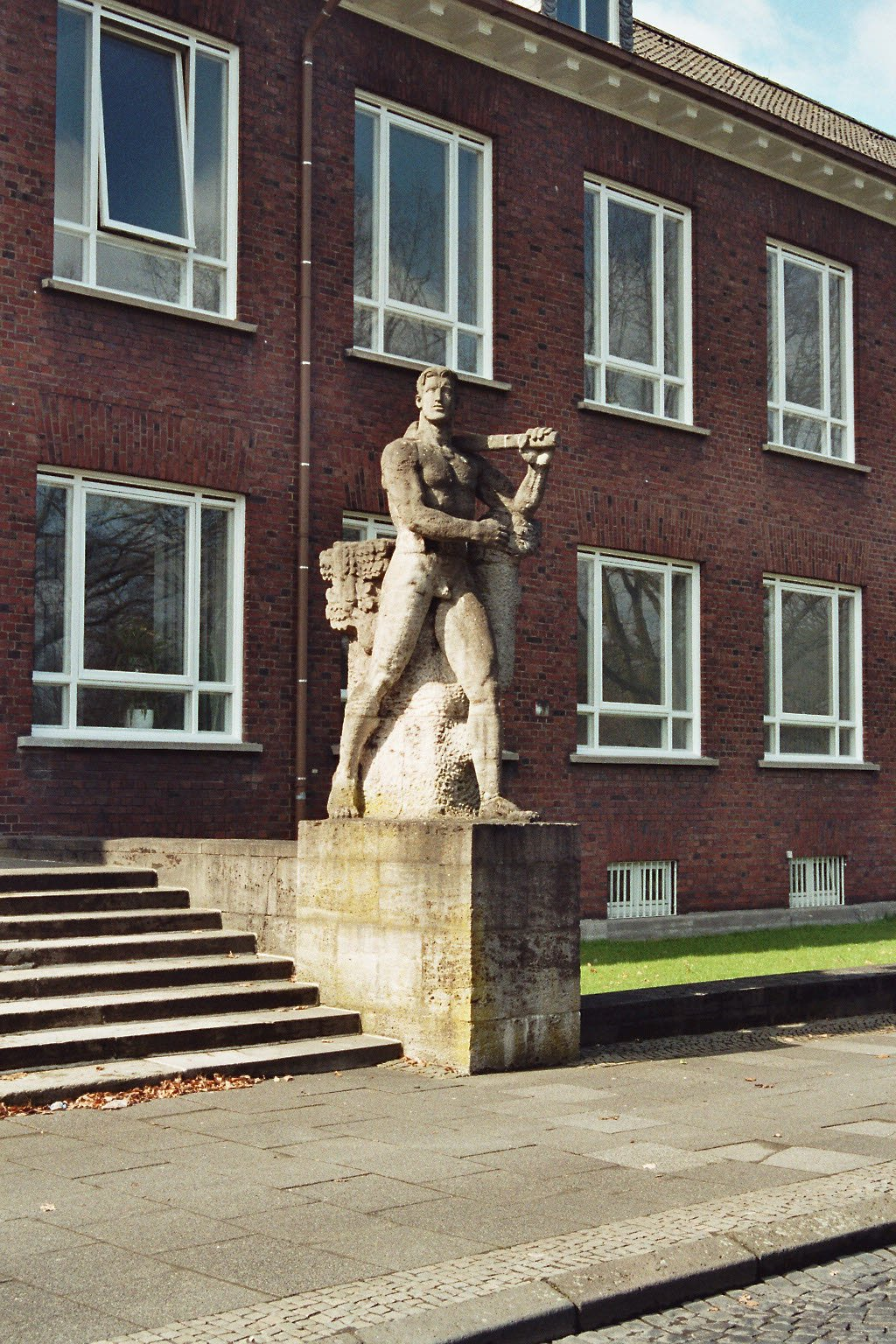
Treppe zum Haupteingang mit Skulptur

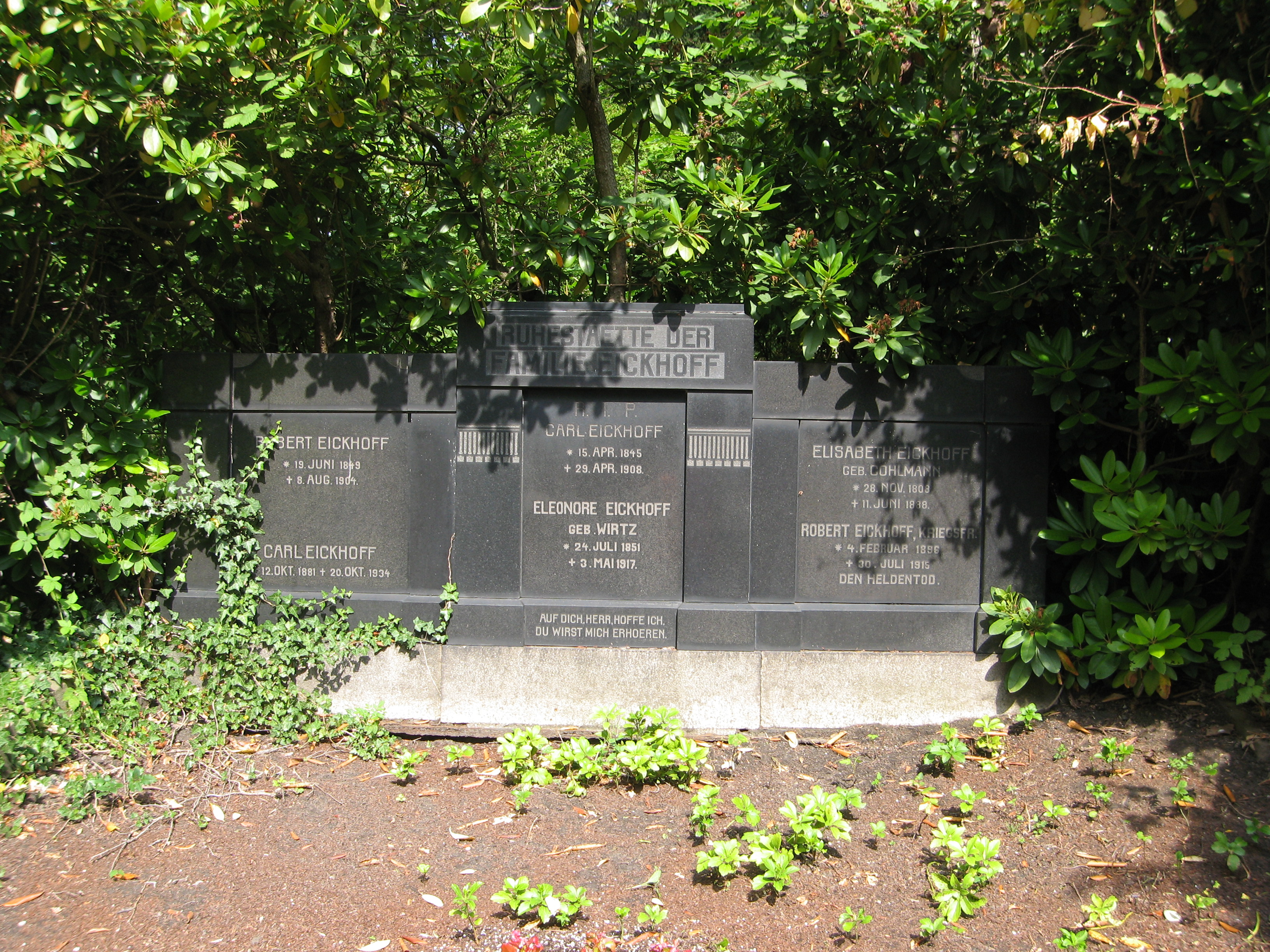
Grabstein im Kortumpark

Seit 2002 stehen zwei Gebäude der Firma unter Denkmalschutz, beide liegen an der Straße Am Eickhoffpark. Seit 2011 steht das Grab der Familie im Kortumpark unter Denkmalschutz.
Das Verwaltungsgebäude wurde 1938/39 erbaut nach bereits mehrere Jahre früher erstellten Plänen von Karl Eberle, der sie von seinem Lehrer Paul Bonatz begutachten ließ. Es wird der Stuttgarter Schule zugerechnet.
Der langgestreckte Bau liegt straßenbegleitend als Kopfbau vor den Produktionshallen und ist wie diese in rotem Ziegel ausgeführt. Wichtiges Gestaltungsmerkmal ist Muschelkalk, der sich in den Einfassungen der Fenster, den Treppenwangen des Haupteinganges, der Steinskulptur „Schaffender Mensch“ von Willy Meller auf der rechten Treppenbrüstung und der Einfassung des Grünstreifens zwischen Gebäude und Bürgersteig wiederfindet. Die zweiundzwanzig regelmäßig angeordneten Fenster sind im Erdgeschoss – unterbrochen von den drei Eingangstüren – annähernd quadratisch, in der ersten Etage rechteckig ausgeführt. Die gesamte originale wandfeste Ausstattung wie eben die Fenster und auch Treppen, Türen, Solnhofer Plattenboden, Vertäfelungen in Sitzungs- und Direktorenzimmer und geschmiedete Leuchterkronen und Wandlampen sind ebenso Bestandteil des Denkmalschutzes wie die beiden Statuen in der Empfangshalle: „Schreitender Bergmann“ (Eisenguss von 1934, Friedrich Thuma) und „Maschinenarbeiter Eickhoff-Mann“ (Stahlguss von 1938, Robert Propf). Die beiden Skulpturen wurden der Firma von der Belegschaft zum 70. bzw. 75. Bestehen geschenkt. Der Verbindungsflügel zu den Produktionshallen auf der rückwärtigen Seite des Gebäudes, das Pförtnerhäuschen an der Werkstraße und der dazwischen liegende Pausengarten sind auch Teil dieses Denkmalschutzensembles.
Das zweite Ensemble wird aus dem ehemaligen Kantinengebäude und direkt rechts angrenzendem Saal – ohne die dahinterliegende mit einem Trakt verbundene Kegelbahn – gebildet. Ursprünglich als sogenanntes „Gefolgschaftshaus“ geplant sollte es neben der Kantine auch Sport- und Freizeiteinrichtungen beinhalten was kriegsbedingt aber nicht ausgeführt wurde. Das Werkskasino wurde 1955/56 als „Haus Rechen“ von Lothar Köpke erbaut. Es wird heute von einer Kindertagesstätte und dem Büro des Theater Total genutzt.
Analog zum Verwaltungsgebäude ist es in rotem Ziegel verklinkert und hat regelmäßig angeordnete, kleinere Fenster in beiden Etagen. Der Eingang ist etwas nach links von der Gebäudemitte versetzt und hat Schutzgitter rechts und links vom Aufgang, die sich im Fenster darüber wiederholen. Das offene, halbrund gewendelte Haupttreppenhaus im Inneren mit einem Metallgeländer aus Seilen, dunklem poliertem Naturstein auf den Stufen und farbigen Mosaiksteinen auf den Setzstufen hat als Blickfang ein großflächiges Farbmosaik mit dem Adelssitz Haus Rechen im Vordergrund und einer stilisierten Bergbau- und Schwerindustriekulisse im Hintergrund.
Die Ruhestätte der Familie Eickhoff liegt auf dem ehemaligen Friedhof Kortumpark. Hier sind bestattet:
- Johann Henrich Carl Eickhoff, 1808–1864, Gründer einer kleinen Eisengießerei für Räder von Grubenwagen, seine Name findet sich nicht auf dem Grabstein
- Elisabeth Eickhoff, geb. Cohlmann, 1808–1888, Frau des Firmengründers und nach dessen Tod Leiterin der Firma
- Carl Eickhoff, 1845–1908 und Robert Eickhoff, 1849–1904, Söhne der Familie, führten die Firma unter ihrem heutigen Namen nach dem Tode ihrer Mutter fort
- Carl Eickhoff, 1881–1934
- Eleonore Eickhoff, geb. Wirtz, 1851–1917
- Robert Eickhoff, 1896–1915

## Kritik
Im Rahmen der Proteste in Belarus 2020 geriet das Unternehmen in die Kritik, weil es das belarussische Staatsunternehmen Belaruskali mit Zubehör beliefert. Es kam zu Protesten der belarussischen Diaspora vor der Unternehmenszentrale. Eickhoff reagierte auf die Vorwürfe damit, dass eine Beendigung der Geschäftsbeziehungen mit Belaruskali sich unter anderem negativ auf die finanzielle Lage der einheimischen Bevölkerung auswirken würde.